# المعين العظيم

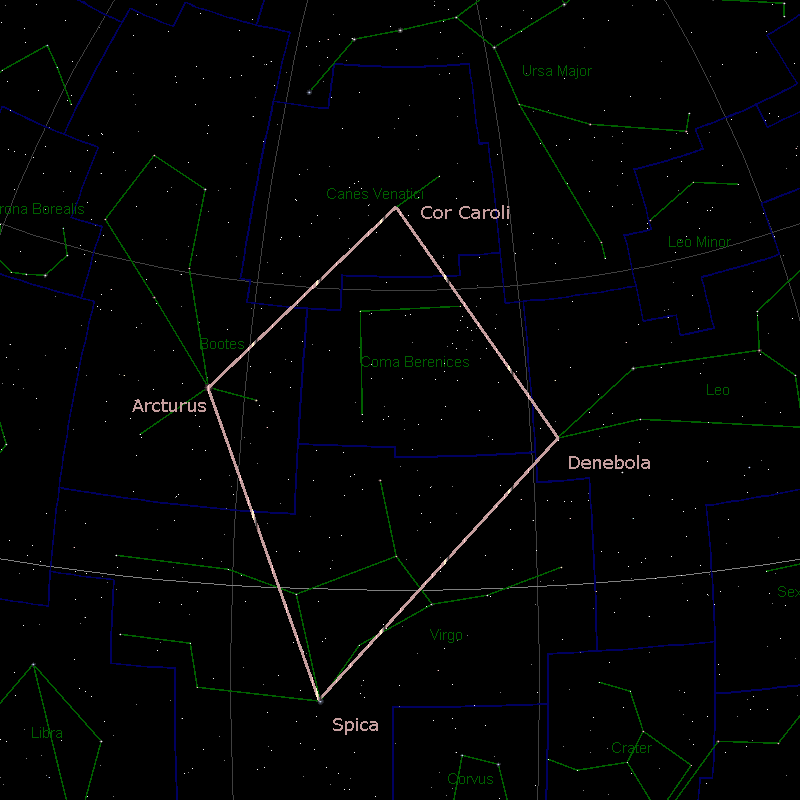
خريطة المعين العظيم في موقع ويكي سكاي. المقابلات العربية للنجوم: Cor Caroli = كور كارولي، Denebola = الصَّرْفة أو ذنب الأسد، Arcturus = السماك الرامح، Spica = السماك الأعزل.

المُعَيَّن العظيم، وتسمى أيضًا مُعَيَّن العذراء، هي صورة نجمية يمكن رؤيتها خلال أمسيات الربيع من نصف الأرض الشمالي. تتكون هذه الكوكبة من النجوم التالية:
- كبد الأسد (α السلوقيان)، في كوكبة السلوقيان
- الصَّرْفة (β الأسد)، في كوكبة الأسد
- السماك الأعزل (α العذراء)، في كوكبة العذراء
- السماك الرامح (α العواء)، ألمع نجم في كوكبة العواء ورابع ألمع نجم في سماء الليل

المعين العظيم أكبر من بنات نعش الكبرى. يُنظر أحيانًا إلى النجوم الثلاثة الواقعة في أقصى الجنوب على أنها تشكل صورة نجمية خاصة بها، وهي مثلث الربيع.
تقع داخل المعين العظيم مجموعة النجوم المخصصة تقليديًا لكوكبة الهلبة. توجد العديد من المجرات القريبة، بما في ذلك المجرات الموجودة في عنقود العذراء، ضمن كوكبة المعين العظيم، ويمكن ملاحظة بعض من هذه المجرات بسهولة باستخدام مقاريب الهواة.

## روابط خارجية
- Four-Star Sight: The Celestial Diamond (SPACE.com) 19 May 2006 06:16 am ET
- MAP (Space.com)

- المعين العظيم على موقع ويكي سكاي: DSS2, SDSS, GALEX, IRAS, Hydrogen α, X-Ray, Astrophoto, Sky Map, Articles and images*

- Virgo's diamond